# Hassan Whiteside
Hassan Niam Whiteside (ur. 13 czerwca 1989 w Gastoni) – amerykański koszykarz, występujący na pozycji środkowego.
Jego ojcem jest były zawodnik NFL – Hasson Arbubakrr.
25 stycznia 2015 uzyskał pierwsze, podczas występów w NBA triple-double, notując 14 punktów, 13 zbiórek i 12 bloków (rekord kariery). Miało to miejsce podczas zwycięskiej (96–84) konfrontacji Chicago Bulls. Po raz kolejny dokonał tego 17 listopada 2015, w trakcie przegranej (91–103) rywalizacji z Minnesota Timberwolves, kiedy to zapisał na swoim koncie 22 punkty, 14 zbiórek oraz 10 bloków.
16 stycznia 2016 zaliczył trzecie w karierze triple-double, uzyskując w wygranym 98–95 spotkaniu z Denver Nuggets 19 punktów, 17 zbiórek i 11 bloków.
6 lipca 2019 trafił w wyniku wymiany do Portland Trail Blazers.
27 listopada 2020 dołączył po raz drugi w karierze do Sacramento Kings. 6 sierpnia 2021 został zawodnikiem Utah Jazz. 14 marca 2023 zawarł umowę z portorykańskim Piratas de Quebradillas.

## Osiągnięcia
Stan na 28 października 2023, na podstawie, o ile nie zaznaczono inaczej.
NCAA
- Obrońca Roku Konferencji USA (2010)
- Debiutant Roku Konferencji USA (2010)
- Zaliczony do:
  - I składu:
    - defensywnego C-USA (2010)
    - pierwszoroczniaków C-USA (2010)

  - II składu:
    - pierwszoroczniaków NCAA (2010)[12]
    - All-American (2010 według Sporting News)[13]
    - konferencji USA (2010)
- Lider NCAA w blokach (2010)[14]
- Pierwszy zawodnik w historii konferencji USA – NCAA, który zanotował trzy triple-doubles w trakcie jednego sezonu zasadniczego[13]

NBA
- Zaliczony do II składu defensywnego NBA (2016)[15]
- Lider:
  - sezonu regularnego NBA w:
    - zbiórkach (2017)
    - blokach (2016, 2020)

  - play-off NBA w skuteczności rzutów z gry (2016)[16]

Drużynowe
- Mistrz:
  - D-League (2013)
  - NBL (2013 – II liga chińska)

Indywidualne
- MVP finałów NBL (2013)
- Obrońca Roku NBL (2013)
- Środkowy Roku NBL (2013)
- Wybrany do I składu All-NBL (2013)
- Lider:
  - w zbiórkach chińskiej ligi NBL (2014)
  - w blokach: 
    - D-League (2012)[17]
    - chińskiej ligi NBL (2013)